# 1930 Lucifer
1930 Lucifer è un asteroide della fascia principale del diametro medio di circa 27 km. Scoperto nel 1964, presenta un'orbita caratterizzata da un semiasse maggiore pari a 2,8980587 UA e da un'eccentricità di 0,1414007, inclinata di 14,05690° rispetto all'eclittica.
L'asteroide è dedicato a Lucifero.